# Джофрі Лупул
Джофрі Лупул (англ. Joffrey Lupul, нар. 23 вересня 1983, Форт-Саскачеван) — канадський хокеїст, що грав на позиції крайнього нападника.
Джофрі походить з сім'ї українських канадців. Його рідний дід був членом Едмонтонської інвестиційної компанії, який належать права, зокрема на хокейний клуб НХЛ «Едмонтон Ойлерз».
Провів понад 700 матчів у Національній хокейній лізі.

## Ігрова кар'єра
Хокейну кар'єру розпочав 1998 року в складі місцевої команди «Форт-Саскачеван». З 2000 по 2003 захищав кольори команди «Медисин-Гат Тайгерс» (ЗХЛ).
2002 року був обраний на драфті НХЛ під 7-м загальним номером командою «Майті Дакс оф Анагайм». У складі «Могутніх качок з Анагайма» блискуче провів свій перший сезон в НХЛ, набравши 34 очка (13+21) у 75 матчах регулярного чемпіонату. Через локаут в наступному сезоні змушений був виступати в складі фарм-клубу «Цинциннаті Майті Дакс», де був одним з найкращих. У серії плей-оф 2006 року Джофрі став першим новачком «Анагайм», якому вдалось зробити хет-трик, сталось це в третьому матчі проти «Колорадо Аваланч».
По завершенні сезону 2005/06 Джофрі обміняли на одного з гравців з «Едмонтон Ойлерз». У складі «нафтовиків» він проведе лише один сезон.
1 липня 2007, Лупул знову потрапляє під обмін цього разу разом з капітаном «Ойлерз» Джейсоном Смітом він вирушив до клубу «Філадельфія Флаєрс» в зворотньому напрямку вирушили фін Йоні Піткянен та канадець Джефф Сендерсон, а також «нафтовики» отримали переважне право в третьому раунді драфту 2007 року.
5 січня 2008, Лупул зіткнувся з партнером по команді Деріеном Гетчером у матчі проти «Торонто Мейпл Ліфс» та отримав травму спини. 9 лютого 2008, повернувся на майданчик у матчі проти «Нью-Йорк Рейнджерс». 21 липня 2008, Джофрі погодився продовжити контракт з «льотчиками» ще на один рік.
26 червня 2009, Джофрі разом із швейцарцем Лукою Збізою обмінюють на Кріса Пронгера з «Анагайм Дакс». Рецидив старої травми не дав зіграти на повну силу в складі «Дакс», за два роки Лупул відіграв лише 49 матчів у регулярному чемпіонаті.
9 лютого 2011, Лупул знову потрапив під обмін між клубами, цього разу він опинився в «Торонто Мейпл-Ліфс». Сезон у складі «кленових» він завершив з 18 очками, які набрав у 28 іграх.
У наступному сезоні 2011/12 Лупул грав в одній ланці з Філом Кесселем, цей дует настільки сильно відіграв першу половину сезону, що обидвоє отримали запрошення на матч усіх зірок НХЛ, де грали в складі команди Здено Хара. 2 березня 2012 в «Торонто Мейпл-Ліфс» відбулась зміна головного тренера замість Рона Вілсона команду очолив Ренді Карлайл під керівництвом котрого Джофрі грав у складі «Анагайм». Наприкінці сезону Лупул був серед номінантів на Приз Білла Мастертона.
Під час локауту в сезоні 2012/13, нападник захищав кольори російського клубу «Автомобіліст» (КХЛ) та після припинення локауту повернувся до клубу, ставши між іншим помічником капітана «кленових». 20 січня 2013 уклав новий п'ятирічний контракт на суму $26,25 мільйонів доларів. У матчі проти «Піттсбург Пінгвінс» під час зіткнення з воротарем останніх Марком-Андре Флері, отримав перелом правого передпліччя та пропустив 25 матчів регулярної першості. Повернувся до складу команди 16 березня.
Цього сезону «Мейпл-Ліфс» вперше з 2004 вийшов до плей-оф Кубка Стенлі, але вже в першому раунді поступився в серії «Бостон Брюїнс» 3:4. У цих семи матчах Джофрі набрав чотири очка (3+1).
14 листопада 2015, Лупул закинув свою 200-у шайбу в кар'єрі в матчі проти «Ванкувер Канакс» (4-2). 1 грудня 2015 він знову отримав пошкодження, а в лютому і операцію. Незважаючи на чутки про його повернення до складу команди, зокрема про це говорив партнер по команді влітку 2016 Назем Кадрі. Сезон 2015/16 став останнім в ігровій кар'єрі хокеїста.
Загалом провів Джофрі 747 матчів у НХЛ, включаючи 46 ігор плей-оф Кубка Стенлі.

## Збірна
Був гравцем молодіжної збірної Канади, у складі якої брав участь у 6 іграх та став срібним призером чемпіонату світу 2003.

## Досягнення
- Учасник молодіжного матчу усіх зірок НХЛ — 2004.
- Учасник матчу усіх зірок НХЛ — 2012.

## Статистика

### Клубні виступи
| Сезон        | Клуб                    | Ліга         | Регулярний сезон | Регулярний сезон | Регулярний сезон | Регулярний сезон | Регулярний сезон | Плей-оф | Плей-оф | Плей-оф | Плей-оф | Плей-оф |
| Сезон        | Клуб                    | Ліга         | І                | Г                | П                | О                | ШХ               | І       | Г       | П       | О       | ШХ      |
| ------------ | ----------------------- | ------------ | ---------------- | ---------------- | ---------------- | ---------------- | ---------------- | ------- | ------- | ------- | ------- | ------- |
| 1998–99      | «Форт-Саскачеван»       | Альберта     | 36               | 40               | 50               | 90               | 40               | —       | —       | —       | —       | —       |
| 1999–00      | «Форт-Саскачеван»       | Альберта     | 34               | 43               | 30               | 73               | 47               | 16      | 17      | 19      | 36      | 26      |
| 2000–01      | «Медисин-Гат Тайгерс»   | ЗХЛ          | 69               | 30               | 26               | 56               | 39               | —       | —       | —       | —       | —       |
| 2001–02      | «Медисин-Гат Тайгерс»   | ЗХЛ          | 72               | 56               | 50               | 106              | 95               | —       | —       | —       | —       | —       |
| 2002–03      | «Медисин-Гат Тайгерс»   | ЗХЛ          | 50               | 41               | 37               | 78               | 82               | 11      | 4       | 11      | 15      | 20      |
| 2003–04      | «Майті Дакс оф Анагайм» | НХЛ          | 75               | 13               | 21               | 34               | 28               | —       | —       | —       | —       | —       |
| 2003–04      | «Цинциннаті Майті Дакс» | АХЛ          | 3                | 3                | 2                | 5                | 2                | —       | —       | —       | —       | —       |
| 2004–05      | «Цинциннаті Майті Дакс» | АХЛ          | 65               | 30               | 26               | 56               | 58               | 12      | 3       | 9       | 12      | 27      |
| 2005–06      | «Анагайм Дакс»          | НХЛ          | 81               | 28               | 25               | 53               | 48               | 16      | 9       | 2       | 11      | 31      |
| 2006–07      | «Едмонтон Ойлерс»       | НХЛ          | 81               | 16               | 12               | 28               | 45               | —       | —       | —       | —       | —       |
| 2007–08      | «Філадельфія Флаєрс»    | НХЛ          | 56               | 20               | 26               | 46               | 35               | 17      | 4       | 6       | 10      | 2       |
| 2008–09      | «Філадельфія Флаєрс»    | НХЛ          | 79               | 25               | 25               | 50               | 58               | 6       | 1       | 1       | 2       | 2       |
| 2009–10      | «Анагайм Дакс»          | НХЛ          | 23               | 10               | 4                | 14               | 18               | —       | —       | —       | —       | —       |
| 2010–11      | «Анагайм Дакс»          | НХЛ          | 26               | 5                | 8                | 13               | 14               | —       | —       | —       | —       | —       |
| 2010–11      | «Сірак'юс Кранч»        | АХЛ          | 3                | 1                | 3                | 4                | 0                | —       | —       | —       | —       | —       |
| 2010–11      | «Торонто Мейпл-Ліфс»    | НХЛ          | 28               | 9                | 9                | 18               | 19               | —       | —       | —       | —       | —       |
| 2011–12      | «Торонто Мейпл-Ліфс»    | НХЛ          | 66               | 25               | 42               | 67               | 48               | —       | —       | —       | —       | —       |
| 2012–13      | «Автомобіліст»          | КХЛ          | 9                | 1                | 3                | 4                | 4                | —       | —       | —       | —       | —       |
| 2012–13      | «Торонто Мейпл-Ліфс»    | НХЛ          | 16               | 11               | 7                | 18               | 12               | 7       | 3       | 1       | 4       | 4       |
| 2013–14      | «Торонто Мейпл-Ліфс»    | НХЛ          | 69               | 22               | 22               | 44               | 44               | —       | —       | —       | —       | —       |
| 2014–15      | «Торонто Мейпл-Ліфс»    | НХЛ          | 55               | 10               | 11               | 21               | 26               | —       | —       | —       | —       | —       |
| 2015–16      | «Торонто Мейпл-Ліфс»    | НХЛ          | 46               | 11               | 3                | 14               | 12               | —       | —       | —       | —       | —       |
| Усього в НХЛ | Усього в НХЛ            | Усього в НХЛ | 701              | 205              | 215              | 420              | 407              | 46      | 17      | 10      | 27      | 39      |

### Збірна
| Рік              | Команда          | Турнір           | Місце            | І | Г | П | О | ШХ |
| ---------------- | ---------------- | ---------------- | ---------------- | - | - | - | - | -- |
| 2003             | Канада           | МЧС              | 2                | 6 | 2 | 1 | 3 | 27 |
| Молодіжна збірна | Молодіжна збірна | Молодіжна збірна | Молодіжна збірна | 6 | 2 | 1 | 3 | 27 |